# Stanton (North Dakota)
Stanton ist eine Ortschaft im Mercer County im US-Bundesstaat North Dakota. Laut der Volkszählung im Jahre 2000 hatte sie eine Einwohnerzahl von 345 auf einer Fläche von 1,2 km². Die Bevölkerungsdichte liegt bei 287,5 pro km².